# Pisząca list
Pisząca list (niderl. Schrijvende vrouw met dienstbode) – obraz Jana Vermeera datowany na lata 1670–1671. Płótno jest sygnowane po stronie, na stole, pod prawą ręką kobiety. Obraz znajduje się obecnie w National Gallery of Ireland w Dublinie.
Obraz ten należy do późnego okresu twórczości Vermeera, a jego datowanie jest różne i waha się od lat 1660–1662 do roku 1671.
Płótno przedstawia scenę we wnętrzu, w którym pobliżu okna znajdują się dwie kobiety – służąca i jej pani. Służąca stoi i spogląda przez okno, usytuowane z lewej strony, podczas gdy gospodyni siedząca przy stole zajęta jest pisaniem listu. Na ścianie w tle zawieszony jest obraz ze sceną odnalezienia Mojżesza, ten sam, co na płótnie Astronom, a przypisywany Jacobowi van Loo, Christiaenowi van Couwenbergh albo Peterowi Lely.
Pisząca list została wraz z innymi obrazami z Beit Collection skradziona 26 kwietnia 1974 przez grupę dowodzoną przez Rose Dergdale dla celów IRA. Po tygodniu dzieła zostały odnalezione.